# Sebring (Ohio)
Sebring és una població dels Estats Units a l'estat d'Ohio. Segons el cens del 2000 tenia 4.912 habitants.

## Demografia
Segons el cens del 2000, Sebring tenia 4.912 habitants, 2.088 habitatges, i 1.252 famílies. La densitat de població era de 925,1 habitants per km².
Dels 2.088 habitatges en un 24,9% hi vivien nens de menys de 18 anys, en un 47,2% hi vivien parelles casades, en un 9% dones solteres, i en un 40% no eren unitats familiars. En el 37% dels habitatges hi vivien persones soles el 25,9% de les quals corresponia a persones de 65 anys o més que vivien soles. El nombre mitjà de persones vivint en cada habitatge era de 2,25 i el nombre mitjà de persones que vivien en cada família era de 2,95.
Per edats la població es repartia de la següent manera: un 21,6% tenia menys de 18 anys, un 6,7% entre 18 i 24, un 24,4% entre 25 i 44, un 19,3% de 45 a 60 i un 28% 65 anys o més.
L'edat mediana era de 43 anys. Per cada 100 dones de 18 o més anys hi havia 74,9 homes.
La renda mediana per habitatge era de 32.019 $ i la renda mediana per família de 41.020 $. Els homes tenien una renda mediana de 31.601 $ mentre que les dones 20.256 $. La renda per capita de la població era de 17.103 $. Aproximadament el 8,4% de les famílies i el 10,9% de la població estaven per davall del llindar de pobresa.

## Poblacions més properes
El següent diagrama mostra les poblacions més properes.